# Croisilles (Eure-et-Loir)
Croisilles ist eine französische Gemeinde mit 423 Einwohnern (Stand: 1. Januar 2022) im Département Eure-et-Loir in der Region Centre-Val de Loire; sie gehört zum Arrondissement Dreux und zum Kanton Dreux-2.

## Geographie
Croisilles liegt etwa 25 Kilometer nördlich von Chartres. Umgeben wird Croisilles von den Nachbargemeinden Ouerre im Nordwesten und Norden, Saint-Laurent-la-Gâtine im Osten, Bréchamps im Südosten, Chaudon im Süden sowie Villemeux-sur-Eure im Südwesten und Westen.

## Bevölkerungsentwicklung
| Jahr                       | 1962 | 1968 | 1975 | 1982 | 1990 | 1999 | 2006 | 2013 | 2020 |
| Einwohner                  | 166  | 144  | 162  | 243  | 271  | 383  | 441  | 472  | 426  |
| Quellen: Cassini und INSEE |      |      |      |      |      |      |      |      |      |

## Sehenswürdigkeiten
- Kirche Saint-Pierre
- Monumentalkreuz, Monument historique seit 1989

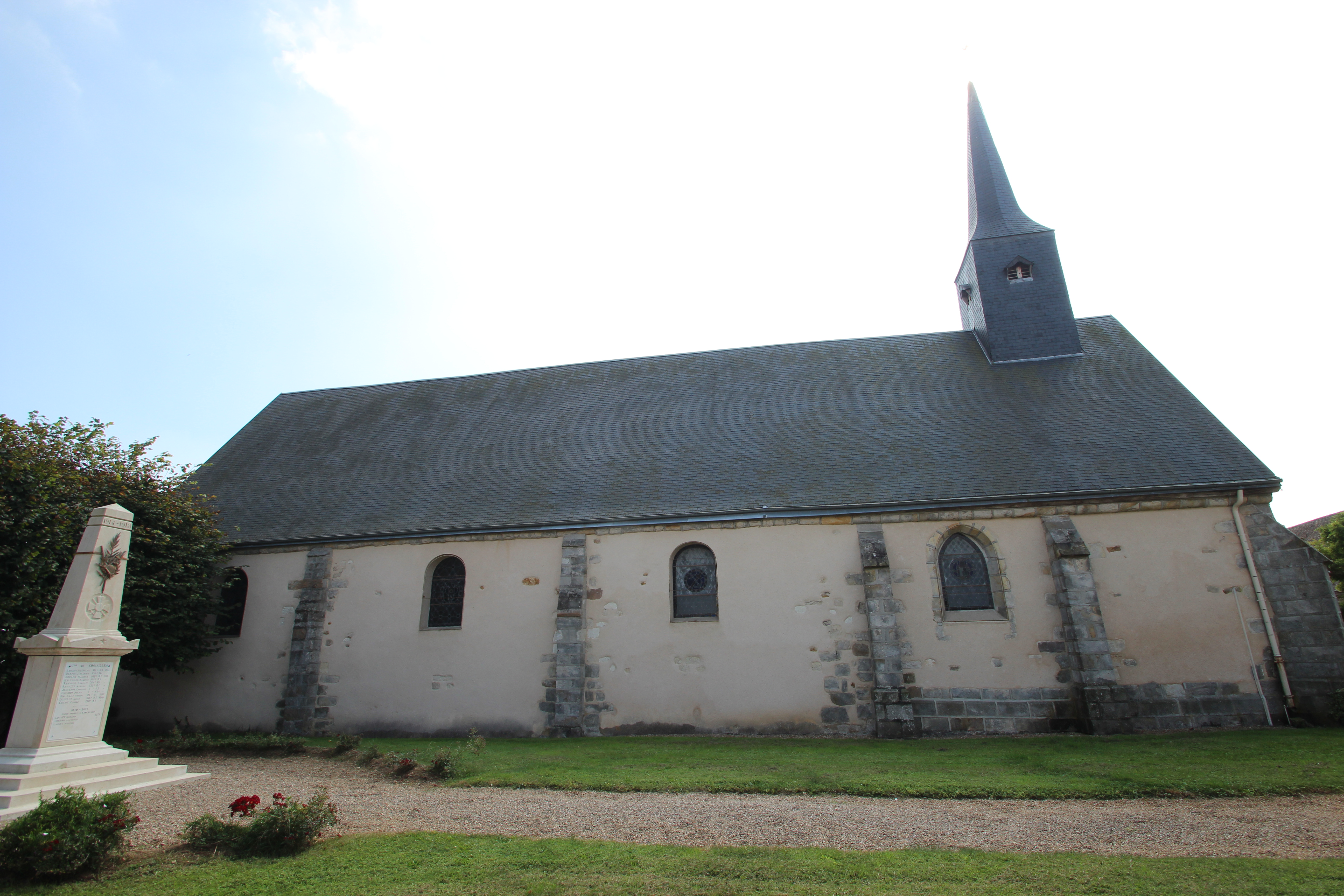
Kirche Saint-Pierre
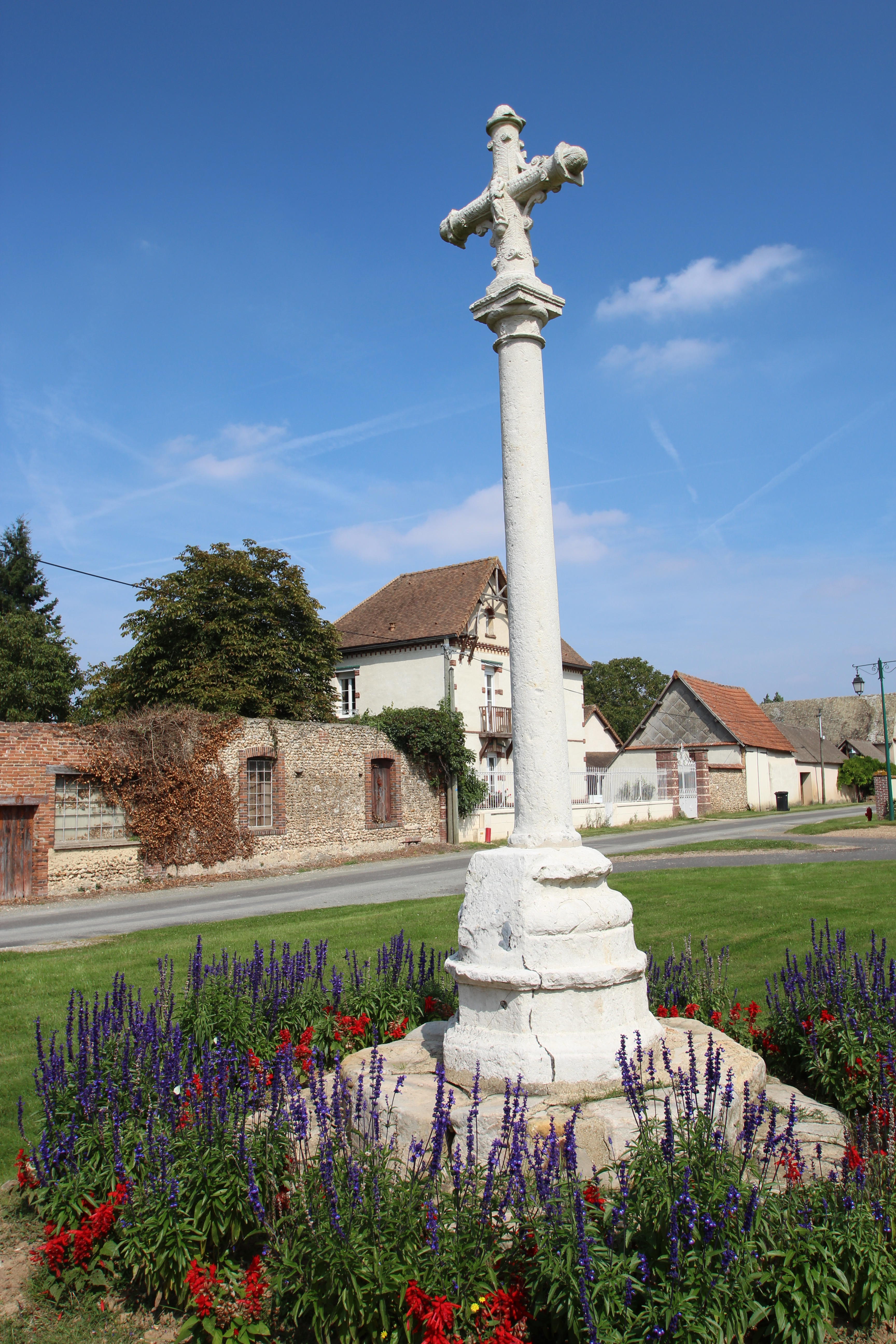
Monumentalkreuz
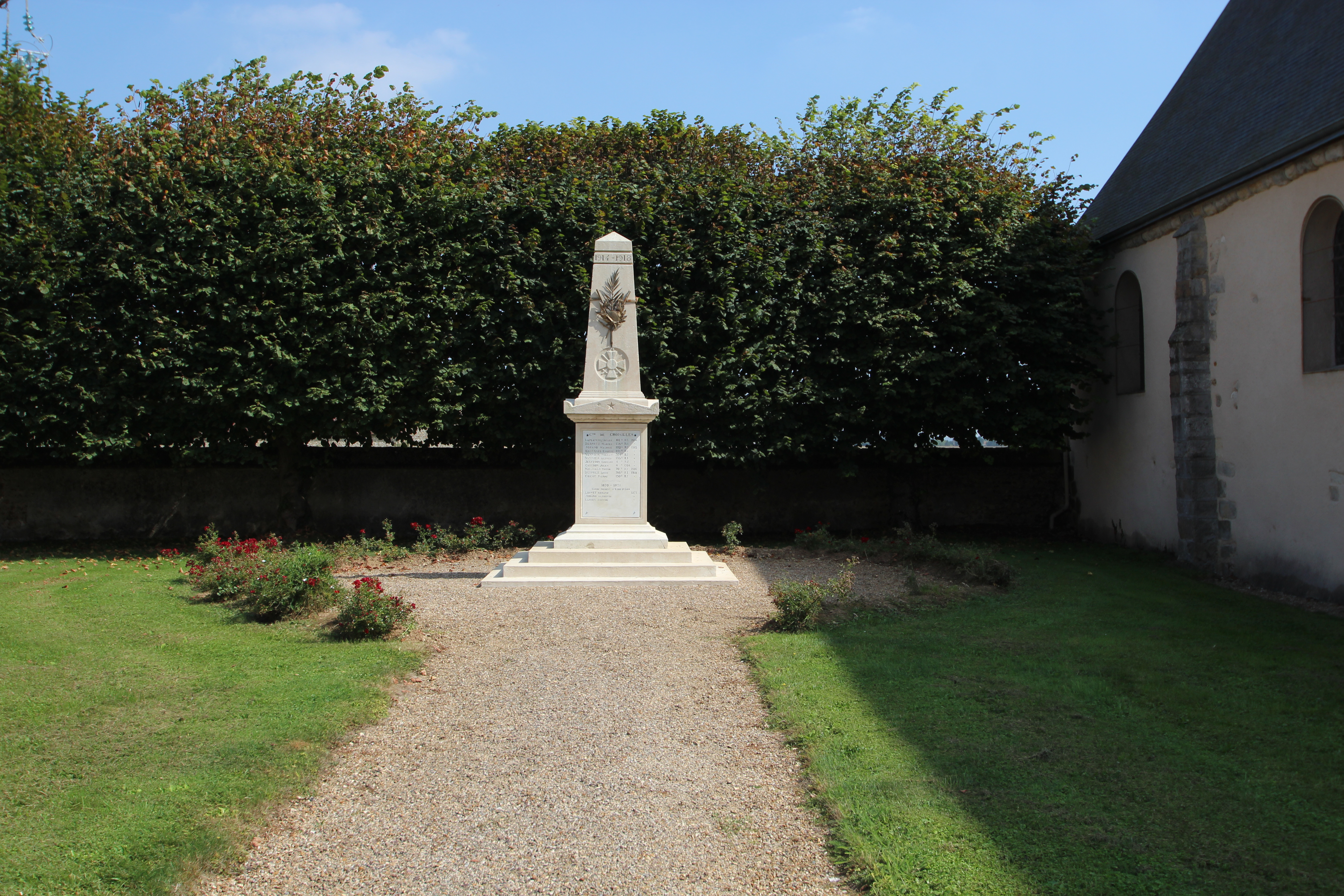
Gefallenendenkmal